# Adalberto Román
Adalberto Román Benítez (Yhú, 11 aprile 1987) è un ex calciatore paraguaiano, di ruolo difensore.

## Carriera

### Club
Dopo aver giocato dal 2006 al 2010 al Libertad, si trasferisce in Argentina al River Plate, dove resta fino al 2012, quando viene acquistato dal Palmeiras.

### Nazionale
Nel 2010 debutta con la Nazionale paraguaiana.